# Тавернье (Флорида)
Тавернье (англ. Tavernier) — статистически обособленная местность, расположенная в округе Монро (штат Флорида, США) с населением в 2173 человека по статистическим данным переписи 2000 года.

## География
По данным Бюро переписи населения США статистически обособленная местность Тавернье имеет общую площадь в 6,99 квадратных километров, из которых 6,73 кв. километров занимает земля и 0,26 кв. километров — вода. Площадь водных ресурсов округа составляет 3,72 % от всей его площади.
Статистически обособленная местность Тавернье расположена на высоте 2 м над уровнем моря.

## Демография
По данным переписи населения 2000 года в Тавернье проживало 2173 человека, 602 семьи, насчитывалось 938 домашних хозяйств и 1806 жилых домов. Средняя плотность населения составляла около 310,87 человека на один квадратный километр. Расовый состав населённого пункта распределился следующим образом: 96,78 % белых, 0,83 % — чёрных или афроамериканцев, 0,46 % — коренных американцев, 0,32 % — азиатов, 0,05 % — выходцев с тихоокеанских островов, 0,78 % — представителей смешанных рас, 0,78 % — других народностей. Испаноговорящие составили 19,51 % от всех жителей статистически обособленной местности.
Из 938 домашних хозяйств в 26,3 % воспитывали детей в возрасте до 18 лет, 50,6 % представляли собой совместно проживающие супружеские пары, в 8,1 % семей женщины проживали без мужей, 35,8 % не имели семей. 26,1 % от общего числа семей на момент переписи жили самостоятельно, при этом 7,8 % составили одинокие пожилые люди в возрасте 65 лет и старше. Средний размер домашнего хозяйства составил 2,29 человек, а средний размер семьи — 2,74 человек.
Население статистически обособленной местности по возрастному диапазону по данным переписи 2000 года распределилось следующим образом: 20,4 % — жители младше 18 лет, 4,8 % — между 18 и 24 годами, 28,3 % — от 25 до 44 лет, 31,0 % — от 45 до 64 лет и 15,5 % — в возрасте 65 лет и старше. Средний возраст жителей составил 43 года. На каждые 100 женщин в Тавернье приходилось 103,5 мужчин, при этом на каждые сто женщин 18 лет и старше приходилось 102,8 мужчин также старше 18 лет.
Средний доход на одно домашнее хозяйство статистически обособленной местности составил 40 881 доллар США, а средний доход на одну семью — 46 141 доллар. При этом мужчины имели средний доход в 30 221 доллар США в год против 26 397 долларов среднегодового дохода у женщин. Доход на душу населения статистически обособленной местности составил 40 881 доллар в год. 7,3 % от всего числа семей в населённом пункте и 9,9 % от всей численности населения находилось на момент переписи населения за чертой бедности, при этом 15,6 % из них были моложе 18 лет и 8,5 % — в возрасте 65 лет и старше.